# Pangka-affaire

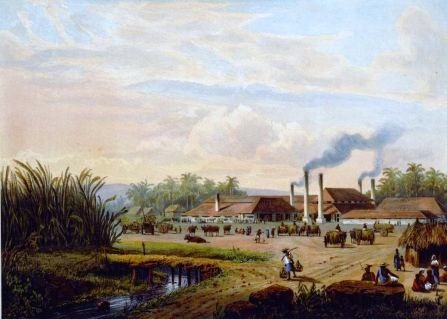
Suikerfabriek Pangka, residentie Tagal, Java, eind 19e eeuw

De Pangka-affaire was een schandaal rond de uitgifte van een suikercontract binnen het cultuurstelsel in Nederlands-Indië. De affaire leidde in januari 1861 tot het aftreden van minister van Koloniën Jan Jacob Rochussen.

## Het schandaal

#### De koninklijke interventie
Rochussen werd in het nauw gebracht door de Pangka-affaire. Binnen het Nederlands-Indië opgelegde cultuurstelsel werden lucratieve suikercontracten, het recht om geraffineerde rietsuiker te leveren, verhandeld. Het zeer winstgevende suikercontract van de Pangka-fabriek op Java was in 1855 vervallen. Koning Willem III werd benaderd door zijn oud-secretaris en intendant van het Paleis Het Loo en Domein Het Loo jonkheer Ludolph van Bronkhorst (1813-1885), die samen met zijn zwager J.G.A. Gallois geïnteresseerd was in het verwerven van het contract. De koning liet het verzoek door de directeur van het Kabinet des Konings Frederik Lodewijk Willem de Kock aan de minister van Koloniën Mijer voorleggen. In een ambtelijke brief (een missive) liet de directeur van het Kabinet van de Koning weten dat het Zijne Majesteit:

hoogst aangenaam (zou) wezen indien daaraan een gunstig gevolg zou kunnen worden gegeven, omdat de Heer van Bronkhorst gewigtige diensten aan Z.M. bewezen heeft en H.D. vertrouwen in hooge mate geniet wegens zijn eerlijk en braaf karakter en gedrag, terwijl de Heer Gallois bij den Koning mede gunstig bekend staat.

De minister liet weten dat hij de zaak aan de gouverneur-generaal van Nederlands-Indië zou voorleggen. Zulk overleg duurde indertijd meer dan een jaar, omdat de brieven met de boot naar en van Java moesten worden verstuurd.
De koning bleef aandringen en verzocht via de directeur van zijn kabinet vervolgens om een renteloos krediet voor Van Bronkhorst en Gallois. De minister liet weten dat dit niet kon. Daarop liet de koning zijn kabinetsdirecteur uitleggen dat voor Van Bronkhorst en Gallois een uitzondering moest worden gemaakt, omdat zij een nieuw raffinageproces wilden beproeven en omdat de loyale Van Bronkhorst zoveel voor de koning had betekend.
De in het nauw gebrachte minister durfde niet meer te weigeren. Hij beloofde de twee koninklijke protégés het contract, maar wist de afhandeling van de koninklijke wens op de lange baan te schuiven met een toezegging dat een "lopend onderzoek naar de suikercultuur op Java" moest zijn voltooid. De minister wist dat de zaak nu op het bureau van zijn opvolger zou komen te liggen.

#### De toegeeflijke minister
De opvolger, Jan Jacob Rochussen, kwam steeds weer in conflict met de over het gesjoemel met de suikercontracten ontevreden Tweede Kamer. Daar wenste men een einde aan vriendjespolitiek, benadeling van de schatkist en corruptie te maken. Op 11 mei 1860 vroeg de Tweede Kamer de regering in een motie om de toekenning van de suikercontracten in het vervolg bij wet te regelen. Rochussen verzette zich fel daartegen. In hetzelfde voorjaar van 1860 kregen Van Bronkhorst en Gallois van Rochussen een zeer voordelig contract aangeboden waarin zij zonder tegenprestatie het recht kregen de suiker van Pangka te verkopen. De staatskas was de gedupeerde partij. Van Bronkhorst verkocht zijn contract op Java ogenblikkelijk door voor 275.000 gulden.
In oktober kwamen de details van deze gang van zaken ter ore van de Kamerleden. Zij namen een motie tegen het beleid van minister Rochussen aan. De minister bleef, zoals dat indertijd nog kon, aan.
Pas toen de Tweede Kamer in december naar aanleiding van de Pangka-affaire de begroting van het Ministerie van Koloniën verwierp bood minister Rochussen zijn ontslag aan aan Willem III.

#### De afloop
De koningsgezinde Rochussen heeft tijdens deze affaire geen woord naar buiten gebracht over de rol van de Nederlandse koning. De Kroon werd niet "ontbloot". In een brief aan Rochussen, die op 30 december 1860 integraal gepubliceerd werd in het Dagblad van Zuidholland en 's Gravenhage, schreef de vorst op 24 december 1860:

Het is met leedwezen, dat Ik voldaan heb aan uw zoo stellig aan Mij voldaan verzoek om ontslag aan uw betrekking van Minister van Kolonien, waartoe, nu bijna drie jaren geleden, Mijn vertrouwen u riep. Dat vertrouwen was gegrond op de vele betrouwbare diensten, door u in zoo verschillende betrekkingen aan den lande bewezen. Aan dat vertrouwen is op nieuw door u volkomen beantwoord door waarheidszin. onverflaauwden ijver en gehechtheid aan Mijn persoon. Ik wil berusten in de redenen, die u bewogen hebben, om uwe uittreding uit het Kabinet te verzoeken, hoe wel Ik die uittreding betreur. Vorige diensten deden u reeds den titel van Minister van Staat en de hoogste klasse Mijner ridderorden voor burgerlijke verdiensten verwerven; verheffing in den adelstand, door Mij aangeboden, werd door u niet verlangd. Ik wensch echter u bij uw aftreden een openbaar blijk van Mijne bijzondere genegenheid te schenken, door u nog met dezen een met brillanten omzet Grootkruis der orde van den Nederlandschen Leeuw aan te bieden.

Rochussen vervolgde zijn politieke loopbaan. Kort na zijn aftreden, toen om een andere reden ook het kabinet viel, vroeg de koning of hij een nieuw kabinet wilde formeren. De Tweede Kamer voorkwam dat. In 1864 werd Rochussen herkozen als lid van de Tweede Kamer. In 1869 trok Rochussen zich terug uit de politiek. Hij overleed op 21 januari 1871 in Den Haag.